# یواس‌اس جونیاتا (۱۸۶۲)
یواس‌اس جونیاتا (۱۸۶۲) (به انگلیسی: USS Juniata (1862)) یک کشتی بود. این کشتی در سال ۱۸۶۲ ساخته شد.